# 康涅狄格州同性婚姻

虹色康涅狄格地图

2008年11月12日，美國康涅狄格州成為全美第二個承認同性婚姻的州份。同年10月10日，康涅狄格州最高法院以4：3的法官意見裁定同性婚姻合法。
从2005年10月1日起，康涅狄格州同性民事结合关系登记与权利法正式生效。